# Houma (Louisiana)
Houma è una città degli Stati Uniti d'America, capoluogo della Parrocchia di Terrebonne nello Stato della Louisiana.
Si estende su una superficie di 36,8 km² e nel 2000 contava 32.393 abitanti (891,3 per km²), passati a 32.618 secondo una stima del 2007.

## Nella cultura di massa
È la città dove si svolgono le vicende del fumetto e della serie tv Swamp Thing.